# مريديث آن غاردنر
مريديث آن غاردنر هي متزحلقة حرة كندية، ولدت في 29 يونيو 1961 في تورونتو في كندا.

## وصلات خارجية
- مريديث آن غاردنر على موقع الاتحاد الدولي للتزلج (التزلج الحر) (الإنجليزية)